# أبناء أنطون من براونشفايغ وآنا ليوبولدوفنا
أبناء أنطون من براونشفايغ وآنا ليوبولدوفنا هم أكبرهم إمبراطور روسيا إيفان السادس (23 أغسطس 1740 - 16 يوليو 1764)؛ ثم ايكاترينا (15 يوليو 1741 - 9 أبريل 1807)؛ ثم إليزافيتا (1743 - 1782)؛ ثم بيوتر (1745 - 1798)؛ ثم أليكسي (27 فبراير 1746 - 23/12 أكتوبر 1787)؛ هم أبناء أنطون أولريخ من براونشفايغ-فولفنبوتل والدوقة الكبرى آنا ليوبولدوفنا والدهم يعتبر ذو أصول ألمانية من أسرة فلف من إمارة براونشفايغ-فولفنبوتل هو ابن شقيقة إليزابيث كريستين إمبراطورة رومانية مقدسة وشقيق الأكبر لـ ملكة بروسيا وملكة الدنمارك-النرويج، وفي حين والدتهم تعتبر أيضا ذو أصول سلافية-ألمانية من دوقية مكلنبورغ-شفيرين ومن ناحية والدتها هي حفيدة القيصر إيفان الخامس.
اقترحت الإمبراطورة إليزابيث كريستينه لتعزيز علاقات بين النمسا روسيا هذا الزواج، ومنذ 1733 ذهب أنطون من براونشفايغ للعيش في روسيا وباعتباره الابن الثاني لم يكن له أن يحمل إعباء إمارة والده، أصبح في 1739 أصبح الزواج رسمي.
في 23 أغسطس ولد ابنهما البكر إيفان وبعد أقل من شهرين في 5 أكتوبر تنبت الإمبراطورة آنا ابنهما كوريث الشرعي لإمبراطورية الروسية وأن تكون وصاية في يد مقربها إرنست بيرون دوق كورلاند حتى بلوغها سن الرشد، ومع ذلك بعد بضعة أسابيع قليلة توفيت الإمبراطورة في 28 أكتوبر، وبذلك خلفها ابنهما البكر تحت وصاية بيرون، ومع ذلك بيرون جعل نفسه هدفاً للشعب الروسي، وأيضا هدد بنفي والديه نحو ألمانيا، ومع ذلك والدته لم تجد صعوبة في إطاحة به بعد أقل من شهر، وبذلك أصبحت والدته الوصية عليه، ومع ذلك مع أواخر العام التالي في 6 ديسمبر 1741 دبرت قريبتها إليزافيتا بيتروفيتش انقلاب بالإطاحة بهم.

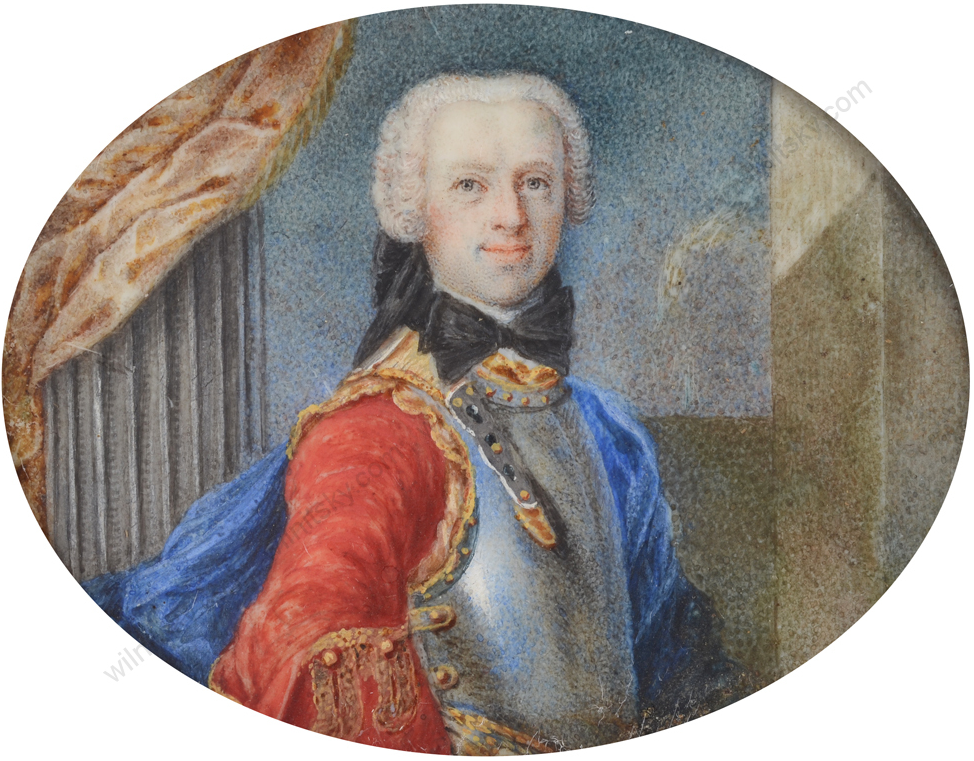
والدهم أنطون أولريخ

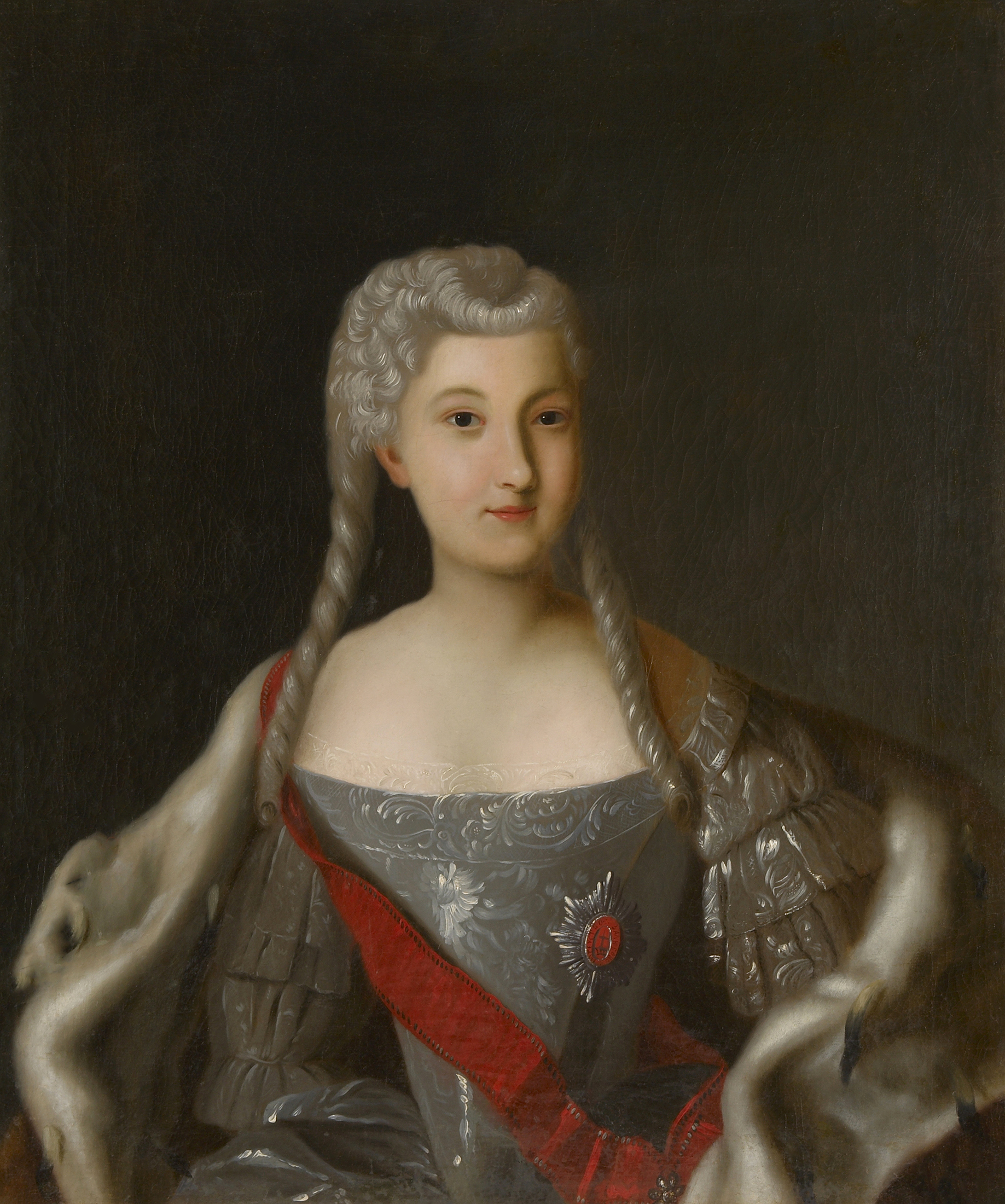
والدتهم آنا ليوبولدوفنا

أصدرت الإمبراطورة الجديدة أوامر قاسية بجر العائلة بأكملها نحو داوغافغريفا القريبة من ريغا وحبسها هُناك في 13 ديسمبر، قبيل اعتقال بضعة أشهر انجبت آنا ابنتها الأولى إيكاترينا في سان بطرسبورغ، وأثناء سجن الأولى انجبت آنا ابنتها الثانية إليزافيتا في 1743، ولكن مع مؤامرة المزعومة معروفة تاريخياً بـ «قضية لوبوشينا»
، تم جر الأسرة مرة أُخرى نحو خولموغوري على البحر الأبيض هذه المرة تم فصل الإمبراطور المخلوع عن أسرته نهائياً لم يرهم طوال حياته نحو الحبس الانفرادي في نفس البلدة، أثناء أقامة العائلة في خولموغوري انجبت آنا مرة أُخرى وهذه المرة صبي في 1745 اسمه بيوتر، ثم في 1746 صبي أخر اسمها أليكسي توفيت بعد تسعة أيام من ولادته بـ اضطراب النفاس في 19 مارس 1746، في خولموغوري احتلت الأسرة منزل الأسقف داخل مجمع القلعة، بحيث هُناك حديقة صغيرة مع بعض الحيوانات، وظلوا تحت أنظار الحراس وأيضا احتفظوا بعدد صغير من الخدم: بحيث دخل والدهم في علاقات جنسية معهن، وفي نهاية المطاف اعتبر معظم متواجدين معهم هم أخوتهم الغير أشقاء.
بموجب مرسوم الإمبراطوري في 1750 تم حظر على الأشقاء القراءة والكتابة، لكن عندما انتشرت أنباء احتجاز الإمبراطور المخلوع في خولموغوري على نطاق الواسع، نُقل الشاب إيفان سراً نحو قلعة شليسلبورغ في 1756 بحيث كان لايزال تحت حراسة المشددة وحتى قائد القلعة لايعرف شيئاً عن هوية السجين سواء أنه «السجين المجهول» بحيث تم إجراء دامناتيو ميمورياي الذي أدى إلى تدمير الوثائق والعملات والمنشورات التي حملت اسمه إيفان وألقابه، ومع صعود بطرس الثالث إلى العرش في 1762 تعاطف مع قضية هذا السجين وبدأ أن وضع إيفان سوف يتحسن، لولا قيام زوجته ايكاترينا بعزله عن العرش، وحكم عوضاً عنه، ومع ذلك كانت ايكاترينا صارمة مثل سابقته إليزافيتا بخصوص القضية بحيث أصدرت أوامر إذا بذلت جهود حول تحريره من الخارج فيكون مصيره الموت على الفور، لاحقاً مع منتصف 1764 علم أحد محمية القلعة بهوية السجين وشكل خطة لتحريره على الرغم من قيام هذه المحمية من القبض مسؤول عن القلعة والمطالبة بتحرير السجين، إلا بعض سجانيه قاموا بقتل إيفان حتى الموت بسبب الأوامر المسبقة، قادة هذه المحمية سيتم اعدمهم لاحقاً.
في 1766 عرضت الإمبراطورة إيكاترينا الثانية على والدهم حريته وعودته إلى ألمانيا مقابل ترك أبنائه ورائه، ومع ذلك رفض ترك أولاده، وبالتالي بقى معهم حتى وفاته في 4 مايو 1774، بحلول ذاك الوقت أصبح أعمى.
ومع حلول 1780 رتبت الإمبراطورة إيكاترينا لإطلاق سراحهم نقلهما إلى حضانة عمتهم يوليانا ماريا ملكة الدنمارك-النرويج الأرملة، قبل إطلاق سراحهم تم نقلهم إلى أرخانغلسك لتفتيشهم وأجراء مقابلة معهم، بحيث وصف حاكم المدينة الذي أجراء التقرير وصفاً مفصلاً عن كل الأخوة. 
بحيث ذكر أن جميع الأخوة كانوا ضعفاء جسدياً ويعانون من حالة صحية سيئة، ذكر أن بيوتر كان غير متوزان ومقوس الأرجل، على الرغم من أنه ذكر أن ألكيسي أقوى من الناحية البدنية إلا أنه يعاني من نوبات الصرع، وإن إيكاترينا كانت نحيلة وصماء وأيضا كانت تعاني من نوبات الصرع، وأيضا كانت قادرة على قراءة الشفة لأنها لها قدرة ضعيفة على صوتها، في حين ذكر إليزافيتا بأنها بدينة بعض الشيء، ونشيطة وكثيرة الكلام وجديرة بالثقة، وأيضا اعتبارها الشخصية المهيمنة في الأسرة، وأيضا المتحدثة باسم الأسرة، على الرغم من وصفهم بأنهم ضعفاء جسدياً، إلا أنهم تم وصفها بأنهم أذكياء ومحبوبون إنسانيون، على الرغم من حظر عليهم القراءة والكتابة إلا تعلموها بأنفسهم، ويقال إنهم كانوا على علاقة ودية مع بعضم البعض، بحيث كانوا يقضون أيامهم في الحديقة مع الدجاج والبط وركوب ومطاردة بعضهم البعض على بحيرة المتجمدة في فصل الشتاء، وأيضا لعب الشطرنج والورق.
وأيضا ذُكر أن من المتحمل أن إليزافيتا أنها انجبت ابناً لأحد ضابط الحراس يدعى إيفان تريفونوف.
أثناء تفتيش حاكم المدينة أبلغته إليزافيتا التي وصفت بأنها متحدث باسم الأسرة عن حياة أشقائها ورغباتهم، بحيث أن منذ صغرهم وقبل أن يصاب والدهم بالعمى أنهم كانوا يريدون الحرية؛ وكانوا يأملون في يوماً ما سيتم إطلاق سراحهم، لقد طلبوا الإذن لركوب الزلاجة في الشوارع، ولكنهم لم يتلقوا أي رد على الطلب، وإما بالنسبة لها شخصياً فقد رغبت في تعلم عن حياة أدبية في العالم الكبير والمشاركة في المجتمع الراقي، ومع ذلك عاشوا طوال حياتهم كسجناء وتناموا ليكونوا راضين عن حياتهم هذه، كانت لديهم ثلاثة أمنيات: أولاً رغبتهم للسماح لهم للرؤية المرج لأنهم سمعوا عنه أنه يحتوي على كثير من الزهور التي لا يمكن العثور عليها في حديقتهم، ثانياً السماح لزوجات الضباط الحراس المخالطة والحديث معهم، ثالثاً كانوا يرغبون في كيفية ارتداء ملابس الطبقة العليا التي حصلوا عليها، لأنهم لم يعرفوا هم ولا خدمهم كيفية ارتدائها، بحيث صرحت له أنه إذا تم موافقة على هذه الشروط سيكونون راضيين في الاستمرار في العيش كما كانوا من قبل.

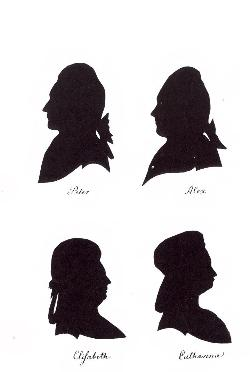
رسمة لأبناء رسمت أثناء رحيلهم إلى الدنمارك.

قبل إطلاق سراحهم تم تزويدهم بخزائن ملابس وهدايا منزلية جديدة من الإمبراطورة بحيث يكون لروسيا انطباع جيد في الدنمارك، وعندما تم أخبروهم بأنهم سيتم نقلهم إلى الدنمارك طلبوا أن يقيمون في مكان بعيد مع عدد قليل من الناس هُناك، وأثناء مغادرتهم روسيا على متن سفينة في 27 يونيو 1780، ورد أن الأشقاء بدأوا في البكاء عند رؤية القلعة في أرخانغلسك متعقدين أنهم تعرضوا للخداع وسيتم فصلهم ووضع كل واحداً منهم في الحبس الإنفرداي.
مع 30 أغسطس 1780 وصل الأشقاء إلى الدنمارك، ولكن لأسباب بيروقراطية أجبروا عن فصل عن خدمهم (الذين نصفهم هم أخوتهم الغير أشقاء) عند وصولهم، في الدنمارك يقال أن عمتهم الملكة الأرملة يوليانا ماريا لم تزورهم أبداً ولو مرةً واحدة، وكانوا يعيشون تحت الإقامة الجبرية في هورسينس بـ يوتلاند تحت وصاية يوليانا ماريا وعلى حساب الإمبراطورة إيكاترينا على الرغم من أنهم كانوا سجناء أيضا هُناك إلا أنهم عاشوا في راحة نسبية واحتفظوا بلاط صغير يتكون من 50/40 شخصاً كلهم دنماركيون باستثناء القسيس الأرثوذكس الروسي، بعد سنتين تقربياً توفيت إليزافيتا عن العمر يناهز 38 أو 39 عاماً وتلاها شقيقهم الأصغر ألكيسي في 23 أكتوبر 1787 عن عمر يناهز 41 عاماً، ثم بيوتر في 1798 عن عمر يناهز 52/53 عاماً.
وبعد وفاة بيوتر أصبحت الشقيقة الكبيرة إيكاترينا لوحدها، وبحلول 1803 أرسلت خاطباً إلى ألكسندر الأول من روسيا: أخبرته كيف استغل الخدم الدنماركيين صعوبتها في التحدث والسمع، ووصفت أنها بدأت تريد العيش في معتقلهم السابق في خولموغوري، بحيث كانوا سعداء مع أخوتها، ومع ذلك لم يتم الرد، وبعدها بأقل من ستة سنوات توفيت إيكاترينا في هورسينس وكانت أخر شخص في نسل القيصر إيفان الخامس، ومع وفاتها توقف مقابل المالي التي تدفعه روسيا.